# Frontera entre Botswana i Zimbàbue
La frontera entre Botswana i Zimbàbue és la línia fronterera de 813 kilòmetres en sentit Oest-Est, que separa Botswana de Zimbàbue a l'Àfrica Meridional.

## Traçat
La línia de demarcació comença al nord de Botswana, al quatrifini Zàmbia-Zimbàbue- Botswana-Namíbia-Zàmbia-Botswana, al riu Zambezi després travessa la carretera Pandamatenga, bona part d'ella actualment zona protegida com el Parc Nacional Hwange fins al sud, seguint els marges del riu Shashi fins a la seva confluència amb el riu Limpopo, al trifini Sud-àfrica-Botswana-Sud-àfrica-Zimbàbwe. Separa els districtes de Botswana de Central, Chobe i Nord-Est de les províncies de Zimbàbue de Matabeleland Septentrional i Matabeleland Meridional.

## Conflictes
Degut a la situació econòmica a Zimbàbue, molts dels seus habitants intenten emigrar a Botswana. El govern d'aquest país va construir en 2003 a la frontera una tanca metàl·lica electrificada de 2,5 metres d'alt i 500 kilòmetres de llarg, amb el pretext de lluitar contra la propagació d'una epidèmia de febre aftosa del bestiar.